# 東京SEX
東京SEX（とうきょうセックス）は、1995年10月から1996年3月までフジテレビジョンで放送された深夜ドラマ。関東地区は月曜24:50-25:20に放送。トイズファクトリーの一社提供。

## 概要
前番組ハートにSに続く一話完結ドラマ。有名俳優が主演し、性行為につながるエピソードが展開された。必ず後半で男女の性交、一部テレフォンセックスをドラマチックに描く（濡れ場）。最終回の放送日にノベライズ本も出版されている。テレビ東京で放送されていた『水着でKISS ME』と比べると人間ドラマ重視となっている。
テーマ曲はCOSA NOSTRAの『LIVING FOR TOMORROW』。

## 出演
- VENUS：小島聖、長田江身子
- 飼育愛：横山めぐみ、築山万有美、高橋里香、岡田義徳
- 友達：藤谷美紀、佐藤絵麻
- ラブコール：洞口依子
監督：澤田鎌作
澤田の単独デビュー作にあたり旧知の洞口がある種の友情出演。テレフォンセックス。
- フィクション：長谷川真弓、筒井真理子、小木茂光
- ブラインドタッチ：中島ひろ子、後藤展江
- クィーン：緒川たまき、古川九一、西側有利子、西岡ちあき、高原智美
結婚前の男女
- コール・ガール：立河宜子、夏川さつき、吉沢瞳、寺脇康文
偶然出会った売春婦
- Don't Disturb：河合美智子、彦摩呂、沢村亜津佐、藍田みちる、吉沢瞳
- MAKE LOVE：西尾まり、加藤晴彦、遠藤美朗、白井亜沙美、遠藤勝代、吉沢瞳
処女と童貞
- サイレント・ラヴ：大沢逸美、山本太郎、吉沢瞳
熟年の半スワッピング
- ブラッディー・マリー：浅野麻衣子、小野みゆき、梶原善、徳永廣美、宇梶剛士、佐戸井けん太、大島信一
- ICE DOLL：寺田光希、中山玲
- ビデオジェニック・ラバー：西田尚美、小松みゆき
- Y談：井上晴美、三浦早苗、近江かよ子、立河宜子
- バレンタインスペシャル：稲垣吾郎、小松千春、（CASE1:伊藤美紀、木村多江、CASE2:深浦加奈子、春田純一、伊藤俊人、CASE3:望月まゆ、郡山良子、大村純子、吉田愛歩）
- セクハラ：秋本奈緒美、藤木直人、古川りか
オフィスラブ
- 2時間の恋人：前田つばさ、平岩友美
- 欲しがる女：喜多嶋舞、鈴木奈穂、遠藤靖子、神保悟志
性に奔放な女性の純愛
- ソロ：中島宏海、原千晶
- ヒト：岩崎静子

## リリース
- オリジナルサウンドトラック（1996年2月、トイズファクトリー）
- 「東京SEX」- 著・野尻靖之（1996年2月、角川書店）